# 六大院
六大院（ろくだいいん）は、大阪市天王寺区餌差町にある寺院。山号は大阪高野山。高野山真言宗・別格本山。高野山金剛講大阪市本部。本尊は不動明王と弘法大師。別院として、大阪府大東市寺川に金剛寺がある。

## 歴史
寺伝によれば、行基菩薩が創建したと伝えられるが詳しいことは分かっていない。年代は不明だが、真言宗大覚寺派に属していた時期があった。
中興は、江戸時代末期の木食祐伝上人による。祐伝上人と、そのあとの代の祐範上人が四国に渡り、四国八十八箇所の霊場寺院の山主により開眼された、四国八十八箇所の石仏を背負い、10数余年の歳月をかけて六大院に奉祀した。
小原孝澄が昭和3年（1928年）に晋山（しんざん）し、住職となり、荒廃していた六大院の復興に努めたが、昭和20年（1945年）3月の空襲により諸堂など、すべてが灰燼に帰した。昭和29年（1954年）に本堂の落慶法要を厳修した。
また、小原孝澄は、戦中・戦後に荒廃し、中絶していた摂津国八十八箇所霊場を復興するために力を尽くした。昭和55年（1980年）1月に札所寺院の結集がなり、摂津国八十八箇所霊場が復興するに至った。

## 年中行事
- 1月21日 初大師
- 2月3日  節分星祭
- 3月初旬 四国八十八箇所霊場札所巡拝
- 3月21日 彼岸法要
- 6月第1日曜日 青葉祭・奉詠舞大会
- 6月15日 弘法大師降誕会
- 8月24日 お盆施餓鬼法要
- 9月21日 除夜の鐘法要

## その他

### 札所
摂津国八十八箇所霊場第14番札所

### 御詠歌
六大（ろくだい）の法（のり）のみおしえ ありがたや 慈雲たなびく み佛（ほとけ）の山（やま）

## アクセス
大阪市天王寺区餌差町5-34
- JR大阪環状線玉造駅下車
- 上本町4丁目バス停信号3ッ目